# 修長玄珠螺
修長玄珠螺（学名：Mesophora exporrecta）为左錐螺科玄珠螺屬下的种。